# Villages et cités de caractère
Pour l’article homonyme, voir Village (homonymie).
Ne doit pas être confondu avec Cités de Caractère de Bourgogne-Franche-Comté ou Petites Cités de Caractère de France.

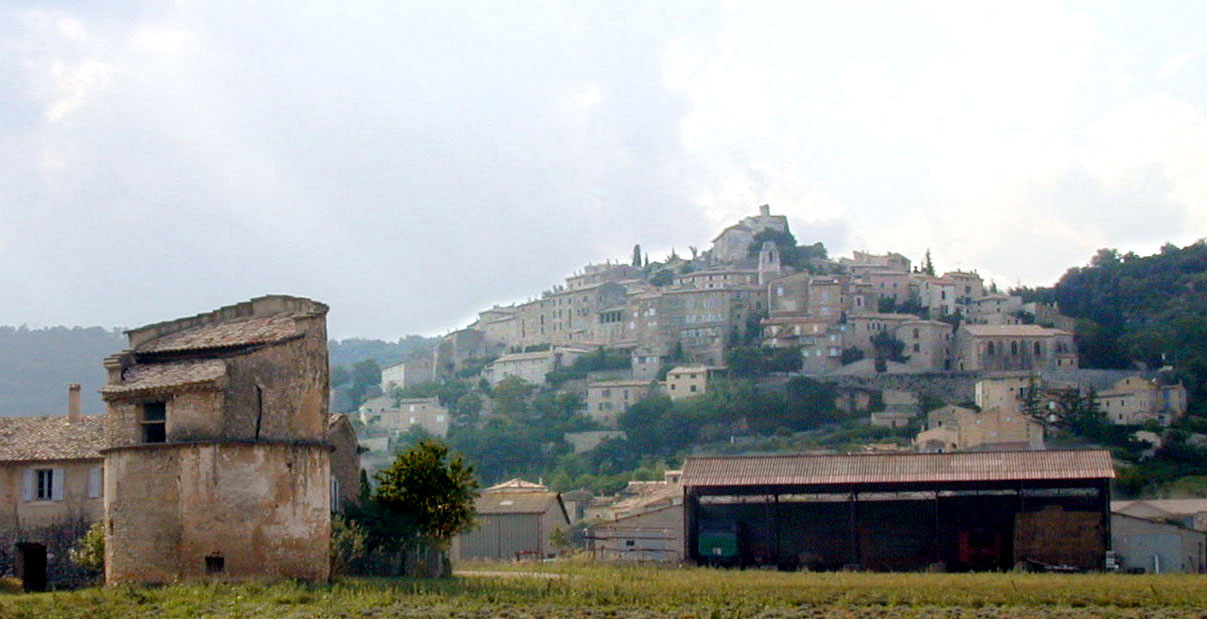
Simiane-la-Rotonde dans le département des Alpes-de-Haute-Provence.

Villages et cités de caractère est un  label officiel, délivré par le Comité départemental du tourisme (CDT), avec pour objectif de mettre en réseau dans son département l'ensemble des communes présentant un patrimoine architectural et paysager remarquable dans un but de développement du tourisme. Ces communes s'engagent à mettre en valeur leurs ressources respectives en répondant aux critères d'une charte établie par les autorités départementales.

## Avantages
- Ce label est la garantie d’un intérêt architectural et paysager de la commune pour le tourisme.
- Il garantit également la qualité des biens et des services proposés.
- Il permet l'amélioration du cadre de vie des habitants.
- Il permet la réalisation de travaux de restauration et de conservation que la municipalité  n’aurait pas les moyens de financer.
- La commune bénéfice de diverses actions de promotion et de communication de la part du Conseil départemental : panneaux de signalisation touristique, édition de brochures par le CDT, création d'un site internet, etc.

## Conditions d'obtention
- La commune doit avoir un caractère rural. Sa population ne doit pas dépasser le seuil INSEE de 3 500 habitants.
- Elle doit posséder un patrimoine architectural remarquable (site classé ou inscrit et monuments classés ou inscrits).
- Elle doit offrir un paysage remarquable également.
- La commune doit mettre ce patrimoine en valeur par un accueil de qualité : restaurants proposant des spécialités locales, structures d'hébergement suffisantes, existence d'un bureau d'information touristique.
- Elle doit mettre en place des animations et des spectacles culturels : productions artisanales, spectacles culturels, expositions, visites commentées, circuits de découverte, etc.
- Elle doit œuvrer pour l'amélioration du cadre de vie et la préservation de l'environnement : réduction du nombre de panneaux publicitaires, restauration des façades, etc.

## Liste partielle

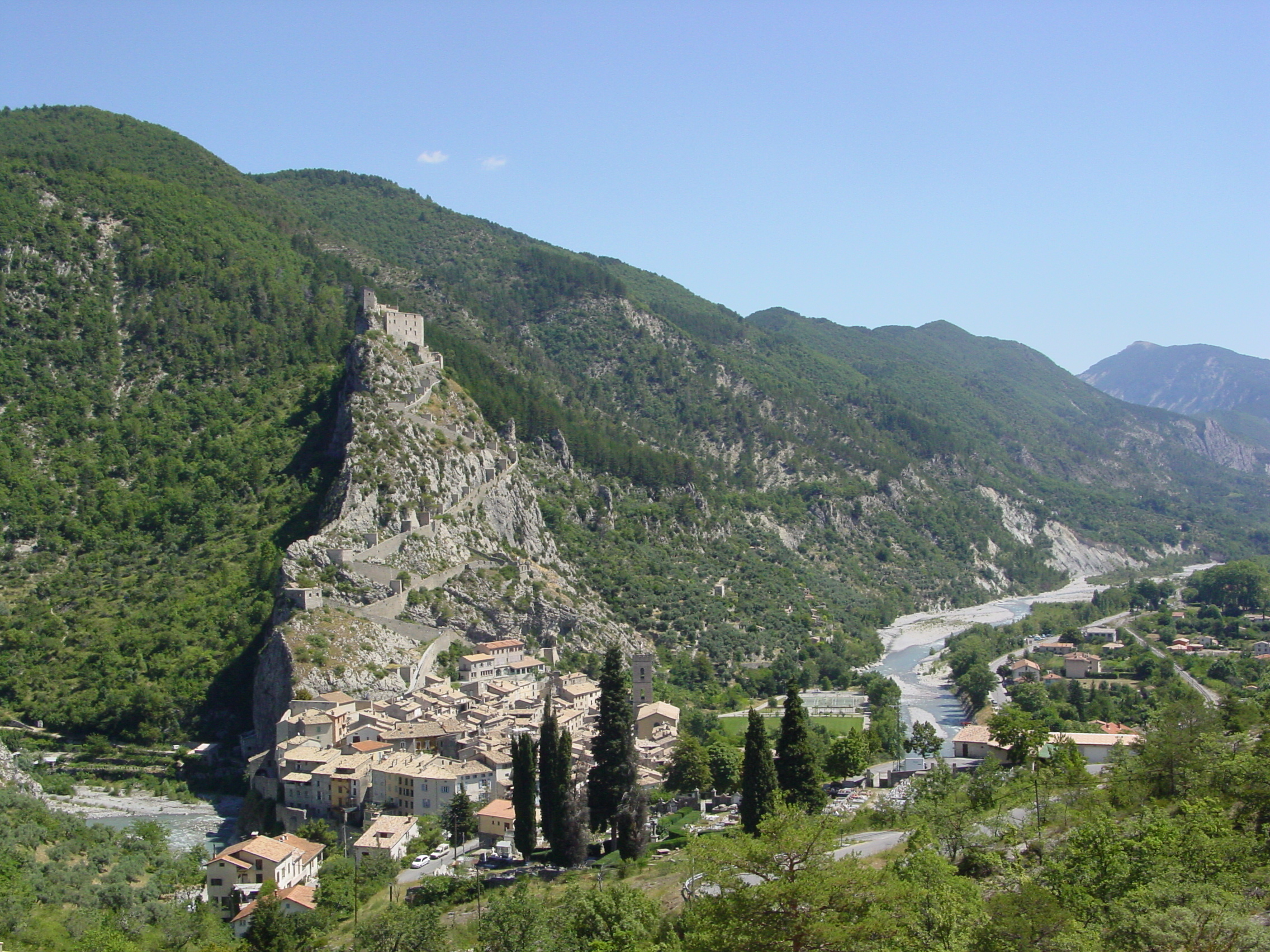
Entrevaux.

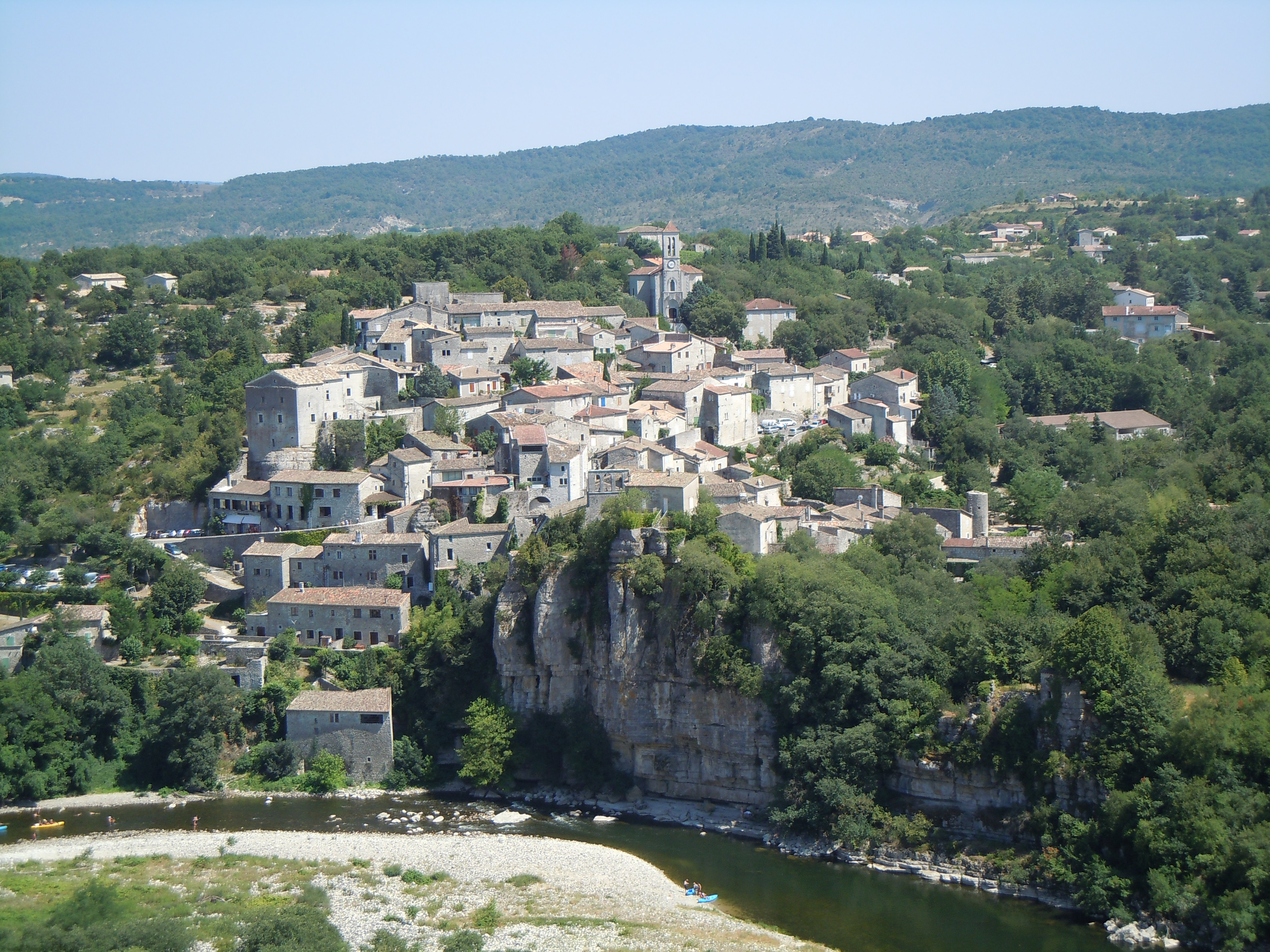
Balazuc.

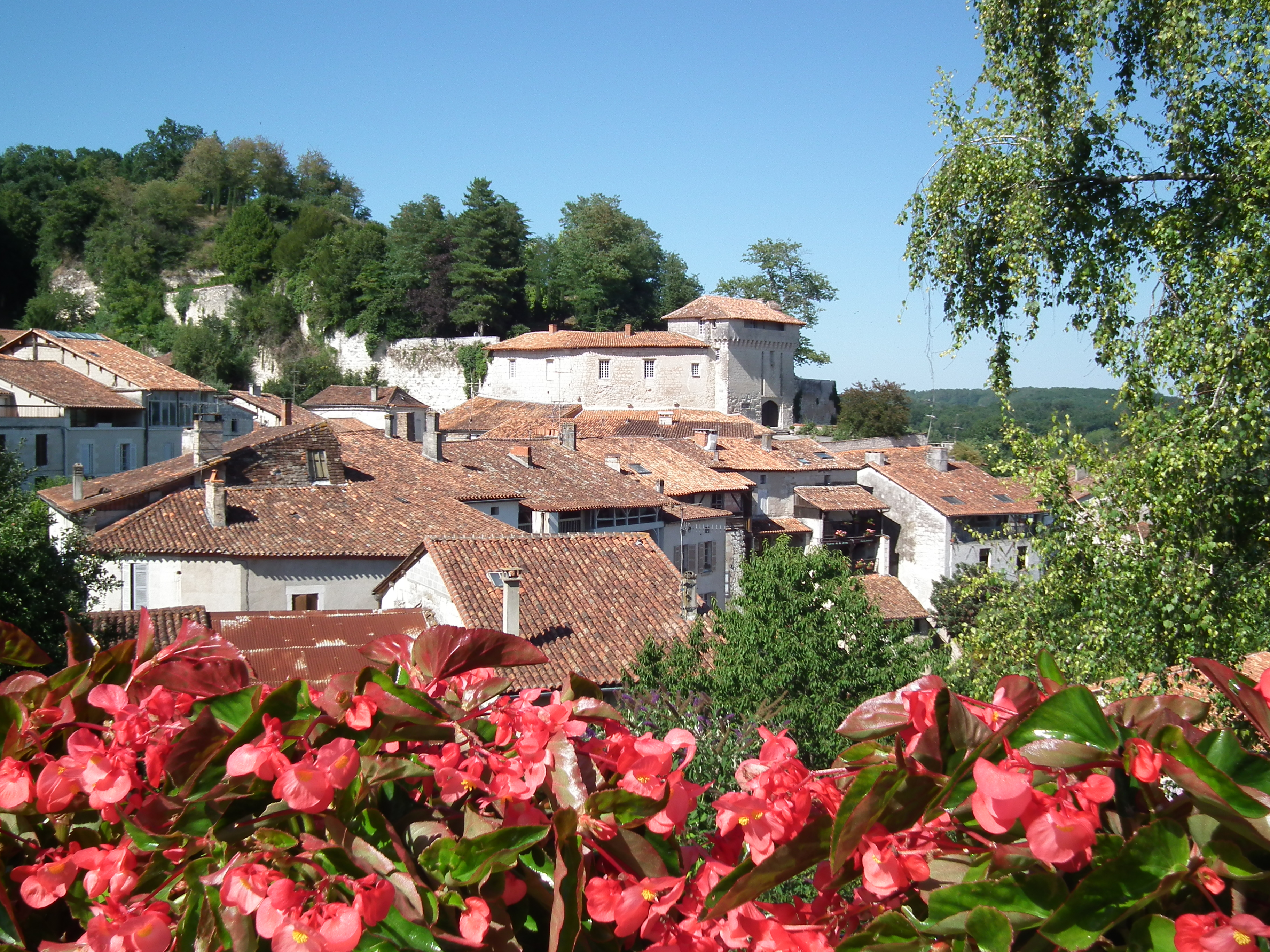
Aubeterre-sur-Dronne.

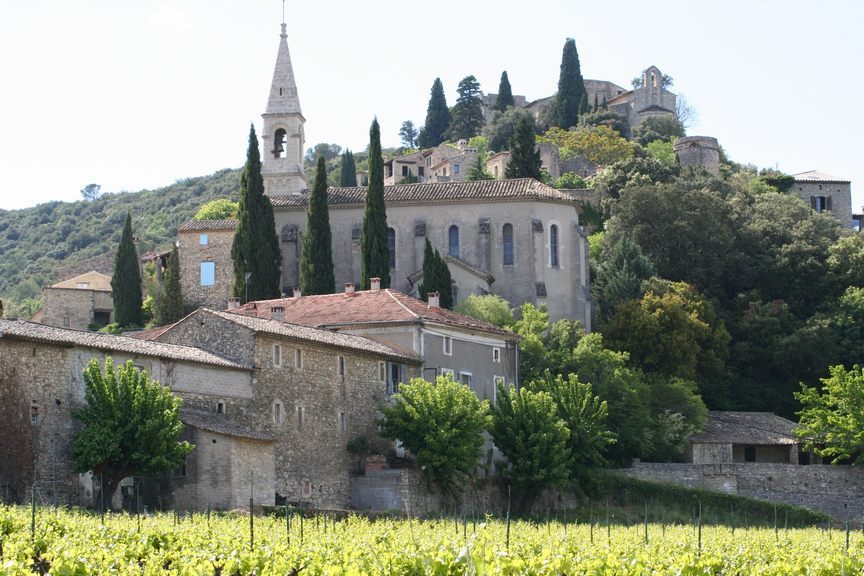
La Roque-sur-Cèze.

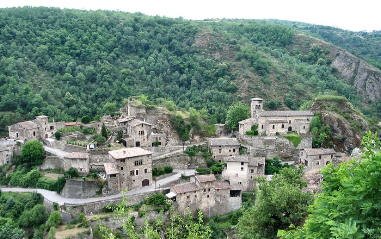
Malleval.

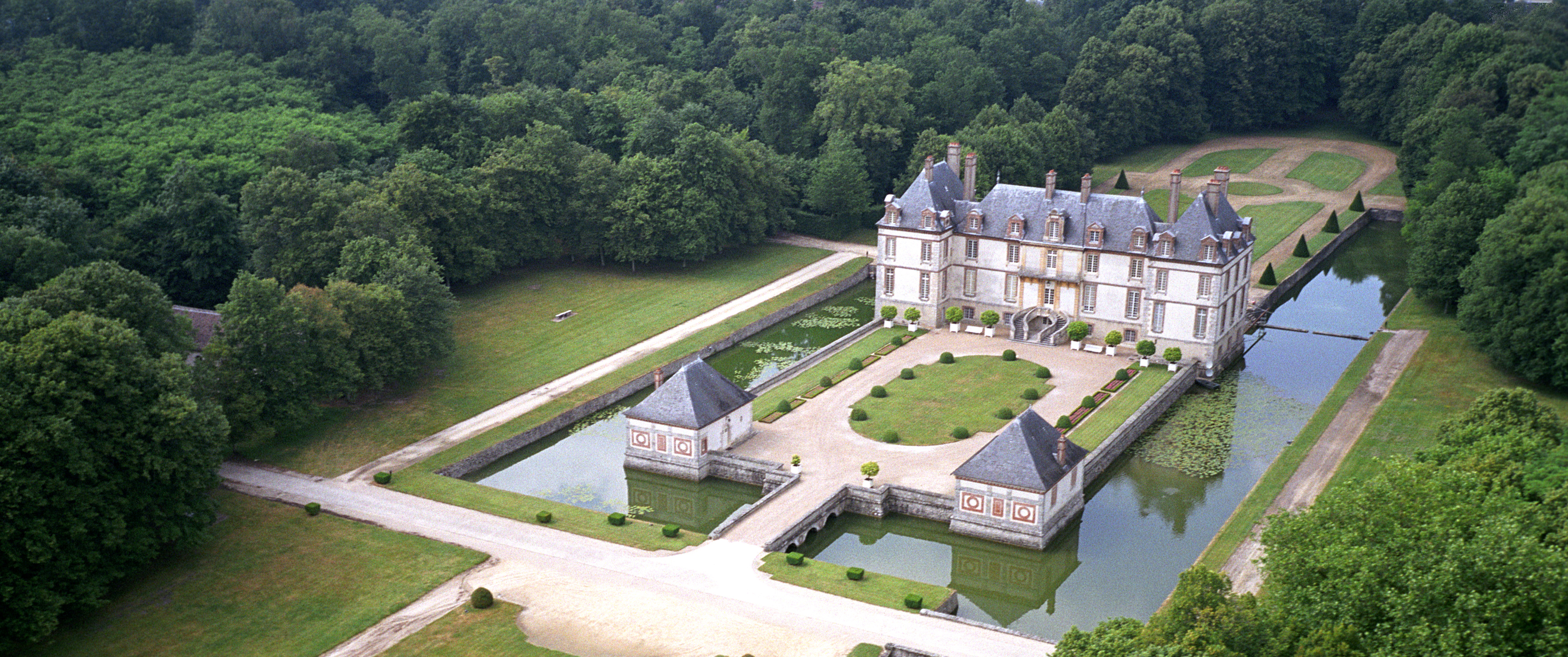
Le château de Bourron-Marlotte.

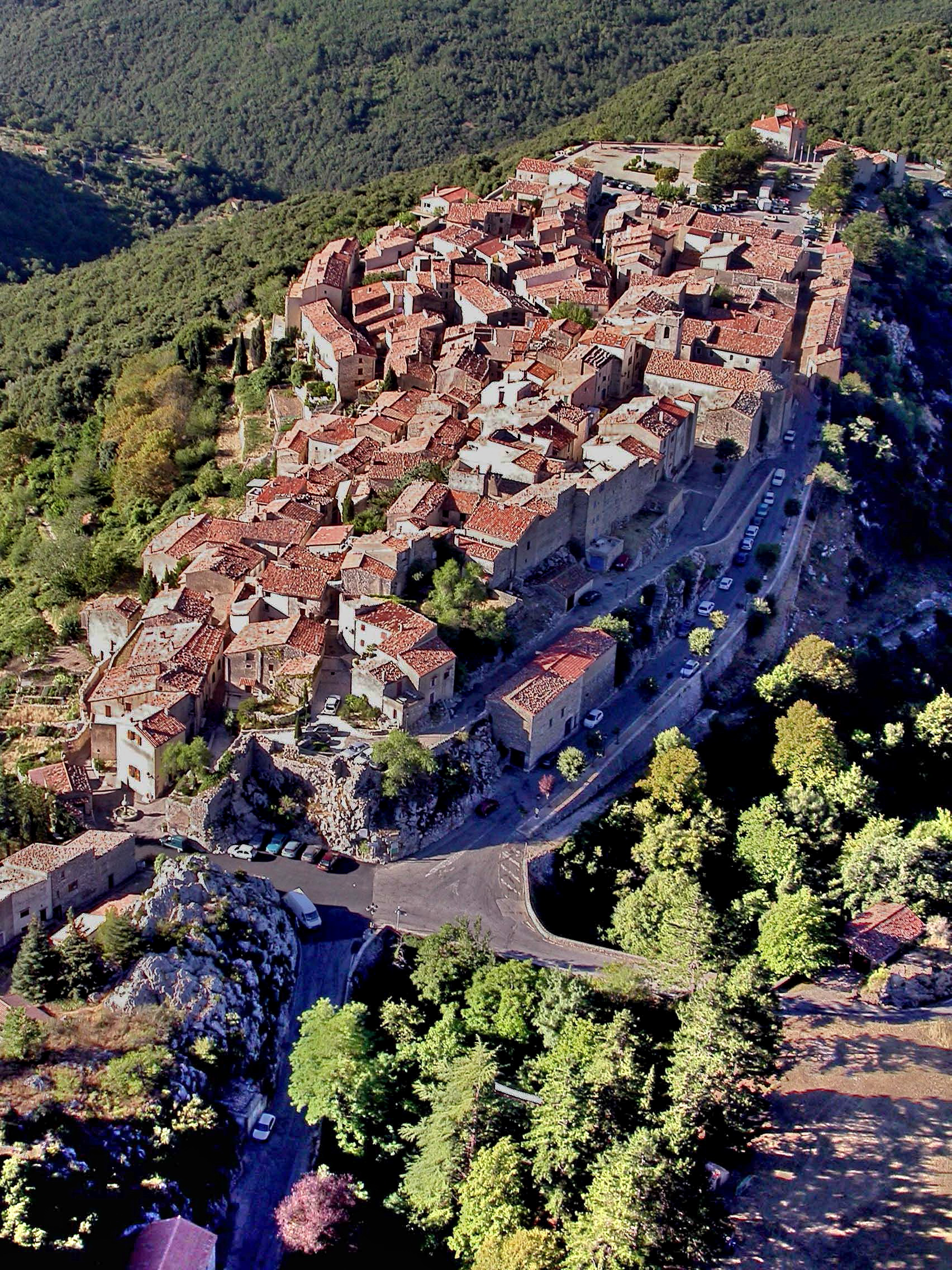
Mons.

## Sources
1. ↑  Agence de Développement des Alpes de Haute-Provence.
2. ↑  Agence de développement touristique de l'Ardèche.
3. ↑  Site officiel du tourisme en Charente.
4. ↑  Comité départemental du tourisme du Gard.
5. ↑  Conseil départemental de la Loire.
6. ↑  Office de tourisme du pays de Fontainebleau.
7. ↑  Comité départemental du tourisme de Seine-et-Marne.
8. ↑  Villages de caractère du Var.
9. ↑  Ampus obtient le label "village de caractère du Var".
10. ↑  Découvrez quels sont les "Villages de caractère" du Var.
11. ↑  Le Var, Chemins de traverse. Les villages de caractère du Var, n°7 été 2019, pp. 75 à 83 : Ampus, la cité de l'eau ; Aups, la capitale du haut-Var ; Bargème, le plus haut village du Var ; Callian, le village perché ; Châteaudouble, le nid d'aigle ; Collobrières, l'ambassadeur de la châtaigne ; Cotignac, la crèche provençale ; La Cadière-d'Azur, un vignoble d'exception ; Le Castellet, un décor de cinéma ; Mons, un balcon sur la Méditerranée; Saint-Martin-de-Pallières, l'échappée provençale ; Villecroze-les-Grottes, un trésor sculpté.

- Comité départemental du tourisme de l'Hérault.
- Agence de Développement des Alpes de Haute Provence